# Dammen (Hällestads socken, Östergötland)
Dammen är en sjö i Finspångs kommun i Östergötland och ingår i Motala ströms huvudavrinningsområde. Sjön har en area på 0,0842 kvadratkilometer och ligger 75,7 meter över havet. Sjön avvattnas av vattendraget Emmaån (Boverkeån).

## Delavrinningsområde
Dammen ingår i det delavrinningsområde (652237-148432) som SMHI kallar för Utloppet av Dammen. Medelhöjden är 88 meter över havet och ytan är 30,2 kvadratkilometer. Räknas de 14 avrinningsområdena uppströms in blir den ackumulerade arean 292,76 kvadratkilometer. Emmaån (Boverkeån) som avvattnar avrinningsområdet har biflödesordning 3, vilket innebär att vattnet flödar genom totalt 3 vattendrag innan det når havet efter 59 kilometer. Avrinningsområdet består mestadels av skog (73 procent) och sankmarker (13 procent). Avrinningsområdet har 1,03 kvadratkilometer vattenytor vilket ger det en sjöprocent på 3,4 procent.